# Shahrestān-e Tālesh
Shahrestān-e Tālesh (persiska: شهرستان طوالش, شهرستان تالش, تالش) är en delprovins (shahrestan) i Iran.   Den ligger i provinsen Gilan, i den nordvästra delen av landet, 300 km nordväst om huvudstaden Teheran.
Delprovinsen hade 200 649 invånare 2016.